# Памятник Тарасу Шевченко (Прага)
Памятник Тарасу Шевченко — монумент, воздвигнутый в честь украинского поэта, прозаика, художника и этнографа Тараса Григорьевича Шевченко в столице Чехии, городе Прага.

## История
25 марта 2009 года в Праге, на площади Кинских, бывший Президент Украины Виктор Ющенко в время хорового исполнения песни «Ревет и стонет Днепр широкий» открыл памятник Тарасу Шевченко. В ходе торжественной церемонии открытия было отмечено, что именно в Праге вышло первое издание сборника стихов «Кобзарь» без цензуры и подчекнута значимость этого события в истории украинско-чешских дружественных отношений.
Монумент Шевченко в Праге создали граждане Украины: скульпторы Валентин Зноба, его сын Николай Зноба и архитектор Нина Дирова. Высота бронзового памятника 2,2 м.